# NGC 119
NGC 119 est une vaste galaxie lenticulaire située dans la constellation du Phénix. Sa vitesse par rapport au fond diffus cosmologique est de 7 278 ± 41 km/s, ce qui correspond à une distance de Hubble de 107,3 ± 7,5 Mpc (∼350 millions d'al). NGC 119 a été découverte par l'astronome britannique John Herschel en 1834.

## Caractéristiques
Sa vitesse par rapport au fond diffus cosmologique est de 7 278 ± 41 km/s, ce qui correspond à une distance de Hubble de 107,3 ± 7,5 Mpc (∼350 millions d'al).

## Paire de galaxies
NGC 119 et ESO 150-G 007 forment une paire de galaxies. Cependant, la distance de Hubble d'ESO 150-G 007 est de 156,48 ± 10,98 Mpc (∼510 millions d'al) Il est donc presque certain que cette paire soit purement optique.